# HD 20782
Désignations
HD 20782 est une étoile naine (classe de luminosité V) jaune (classe spectrale G3) située à une distance d'environ ∼ 117 a.l. (∼ 35,9 pc) du Soleil, dans la constellation australe du Fourneau. De magnitude apparente 7,38 dans le spectre visible, elle n'est pas observable à l'œil nu. De masse comparable à celle du Soleil (1,0 ± 0,03 masse solaire), elle forme, avec l'étoile HD 20781, un système binaire à grande séparation appelé LDS 93 ; chacune des deux étoiles possède son propre système planétaire. C'est le premier cas connu de systèmes planétaires autour des deux étoiles, la primaire et la secondaire, d'un système binaire.[réf. nécessaire] Sa voisine, HD 20781, est située à une très grande distance angulaire de 252 secondes d'arc, correspondant à une séparation physique de 9 080 unités astronomiques. L'âge de HD 20782 est estimé à 7,1 ± 4 milliards d'années.
La découverte d'une planète située sur une orbite très excentrique autour de HD 20782 a été annoncée en 2006. En 2009, son orbite a été rétrécie[pas clair], et il s'est avéré que son excentricité était la plus grande de toutes les exoplanètes connues, distinction qui a subsisté jusqu'en 2012.
En 2011, deux planètes ayant des orbites moins excentriques ont été annoncés autour de l'étoile compagnon HD 20781.

## Système planétaire deHD 20782
| Planète | Masse          | Demi-grand axe (ua) | Période orbitale (jours) | Excentricité | Inclinaison | Rayon |
| ------- | -------------- | ------------------- | ------------------------ | ------------ | ----------- | ----- |
| b       | 1,80 ± 0,23 MJ | 1,36 ± 0,12         | 585,86 ± 0,03            | 0,97 ± 0,01  |             |       |

#### ÉtoileHD 20782
- (en) HD 20782 sur la base de données NASA Exoplanet Archive du NASA Exoplanet Science Institute
- (en) HD 20782 sur la base de données Simbad du Centre de données astronomiques de Strasbourg.
- (en) CCDM J03201-2850A, CD-29 1231, CPD-29 382, HD 20782, HIC 15527, HIP 15527, 2MASS J03200355-2851145, NLTT 10636, PPM 246113, SAO 168469, TYC 6445-136-1 et WDS J03201-2851A sur la base de catalogues VizieR du Centre de données astronomiques de Strasbourg

#### PlanèteHD 20782 b
- (en) HD 20782 b sur la base de données Exoplanet Data Explorer
- (en) HD 20782 b sur L'Encyclopédie des planètes extrasolaires de l'Observatoire de Paris.
- (en) HD 20782 sur la base de données NASA Exoplanet Archive du NASA Exoplanet Science Institute
- (en) HD 20782b sur la base de données Simbad du Centre de données astronomiques de Strasbourg.